# Wigbert Benz
Wigbert Benz (* 1954) ist ein deutscher Lehrer und Historiker.

## Leben
Nach mehrjähriger Berufstätigkeit als Kranken- und Altenpflegehelfer erwarb Benz 1982 am Bismarck-Gymnasium Karlsruhe die allgemeine Hochschulreife und studierte dann an der Pädagogischen Hochschule Karlsruhe Politik, Geschichte und Pädagogik. Seine Examensarbeit Der Rußlandfeldzug des Dritten Reiches: Ursachen, Ziele, Wirkungen. Zur Bewältigung eines Völkermords unter Berücksichtigung der Geschichtsunterrichts wurde 1986 und 1988 in zwei Auflagen im Verlag Haag und Herchen publiziert.
Von 1987 bis zu seinem Ruhestand 2010 war Benz Geschichtslehrer am Bildungszentrum Seefälle in Filderstadt und an der Werner-von-Siemens-Schule Karlsruhe, zusätzlich 1990 bis 1997 Mentor für Studierende der Pädagogischen Hochschule Ludwigsburg.
Er analysierte Schulgeschichtsbücher der Sekundarstufe I und ist Moderator der im Westermann Schulbuch Verlag erscheinenden Zeitschrift Praxis Geschichte. 
Benz veröffentlichte eine Reihe von zeithistorischen Büchern und Aufsätzen, unter anderem zur thematischen Behandlung des Zweiten Weltkriegs im Unterricht.
Er moderierte das im Gefolge der ersten Wehrmachtsausstellung eingerichtete private Internetforum „Nachrichtendienst für Historiker“ (NFH).
Anlässlich der Wehrmachtsausstellung ab 2001 betreute er eine vorab beim Historischen Centrum Hagen eingerichtete Literaturdatenbank mit Diskussionsforum, die die Öffentlichkeit durch Hinweise auf Literatur insbesondere zum Zweiten Weltkrieg unterstützte. Nachdem im Jahr 2000 Dokumente der einstigen Ludwigsburger Zentralen Stelle nutzbar gemacht wurden, begann Benz seine Forschung zu Paul Carell. Ferner ist er Rezensent der Süddeutschen Zeitung, H-Soz-u-Kult und des Archivs für Sozialgeschichte.

## Schriften

### Monographien
- Der Rußlandfeldzug des Dritten Reiches. Ursachen, Ziele, Wirkungen. Zur Bewältigung eines Völkermords unter Berücksichtigung des Geschichtsunterrichts. Haag und Herchen, Frankfurt am Main 1986; 2., durchgesehene Auflage 1988, ISBN 3-89228-199-8.
- Paul Carell. Ribbentrops Pressechef Paul Karl Schmidt vor und nach 1945. wvb, Berlin 2005, ISBN 3-86573-068-X; 2., erweiterte Ausgabe 2024, ISBN 978-3-96138-407-5.
- Der Hungerplan im „Unternehmen Barbarossa“ 1941. wvb, Berlin 2011, ISBN 978-3-86573-613-0.
- Hans-Joachim Riecke, NS-Staatssekretär. Vom Hungerplaner vor, zum „Welternährer“ nach 1945. wvb, Berlin 2014, ISBN 978-3-86573-793-9.

### Aufsätze (Auswahl)
- Zur Rezeption des „Unternehmens Barbarossa“ in Geschichtsbüchern: Fakten und Tendenzen. In: Internationale Schulbuchforschung. Zeitschrift des Georg-Eckert-Instituts für internationale Schulbuchforschung 10 (1988), Heft 4, S. 379–391
- Präventiver Völkermord? Zur Kontroverse um den Charakter des deutschen Vernichtungskrieges gegen die Sowjetunion. In: Blätter für deutsche und internationale Politik 33 (1988), H. 10, S. 1215–1227
- Die Lüge vom deutschen Präventivkrieg 1941. In: Geschichte lernen 52 (1996): Legenden – Mythen – Lügen, S. 54–59
- Die Haltung des Vatikans zum Unternehmen Barbarossa, in: Hans Schafranek und Robert Streibel (Hrsg.): 22. Juni 1941. Der Überfall auf die Sowjetunion. Picus, Wien 1991, ISBN 3-85452-224-X, S. 87–98
- Der 22. Juni 1941 und seine Vorgeschichte im Geschichtsunterricht der Bundesrepublik Deutschland. In: Gerd R. Ueberschär, Lev A. Bezymenskij (Hrsg.): Der deutsche Angriff auf die Sowjetunion 1941. Die Kontroverse um die Präventivkriegsthese. Wissenschaftliche Buchgesellschaft / Primus Verlag Darmstadt 1998, ISBN 3-89678-084-0, S. 70–74
- Stalingrad im deutschen Schulbuch und Unterricht. In: Wolfram Wette und Gerd R. Ueberschär (Hrsg.): Stalingrad. Mythos und Wirklichkeit einer Schlacht. Fischer, Frankfurt a. M. 1992, 5. Aufl. 2012, ISBN 978-3-596-19511-4
- Die Kontinuität des Journalisten. Paul Karl Schmidt alias Paul Carell. In: Hans-Heinrich Nolte (Hrsg.): Auseinandersetzungen mit den Diktaturen. Russische und deutsche Erfahrungen. Gleichen 2005,  ISBN 3-7881-1729-X, S. 135–143
- Kalkül und Ideologie. Das Hungervorhaben im „Unternehmen Barbarossa“ 1941. In: Klaus Kremb (Hrsg.): Weltordnungskonzepte. Hoffnungen und Enttäuschungen des 20. Jahrhunderts, Wochenschau-Verlag, Schwalbach/Ts. 2010, ISBN 978-3-89974-543-6, S. 18–37